# O Testamento do Dr. Mabuse
O Testamento do Dr. Mabuse (em alemão:  Das Testament des Dr. Mabuse) é um filme policial alemão de 1933 dirigido por Fritz Lang. Trata-se de uma sequência de Dr. Mabuse, der Spieler, filme mudo de Lang lançado em 1922 e traz boa parte do elenco e da equipe técnica dos filmes anteriores do diretor. O filme traz Rudolf Klein-Rogge no papel de Dr. Mabuse, paciente de um hospício que escreve freneticamente sobre crimes que planeja. Quando os crimes de Mabuse começam a ser executados, o inspetor Lohmann (interpretado por Otto Wernicke) tenta desvendá-los com a ajuda do gângster Thomas Kent (Gustav Diessl), do detetive Hofmeister (Karl Meixner) e do professor Baum (Oscar Beregi Sr.), que se torna obcecado pelo Dr. Mabuse.
O Testamento do Dr. Mabuse se baseia em elementos de Mabuses Kolonie, romance do escritor luxemburguês Norbert Jacques. Foi o segundo filme falado de Lang para a companhia Nero-Film e sua última colaboração com sua então esposa e roteirista Thea von Harbou. Para promover o filme no mercado estrangeiro, uma versão em língua francesa foi feita por Lang usando os mesmos cenários, mas com atores diferentes; o título desta versão é Le Testament du Dr. Mabuse. Uma sequência, Die tausend Augen des Dr. Mabuse, também dirigida por Lang, foi lançada em 1960.
Pouco antes do lançamento do filme, em janeiro de 1933, Adolf Hitler havia ascendido ao poder e nomeado Joseph Goebbels ministro da propaganda. Goebbels baniu o filme na Alemanha, aventando a possibilidade de que o filme pudesse diminuir a confiança do público em seus políticos. As versões em francês e em alemão foram lançadas no resto da Europa, ao passo em que várias versões foram lançadas nos Estados Unidos, recebendo uma recepção morna a cada lançamento. O filme foi mais bem recebido contemporaneamente, tendo influenciado a obra de cineastas como Claude Chabrol e Artur Brauner.

## Enredo
Numa barulhenta loja de impressão, um detetive desonrado chamado Hofmeister (Karl Meixner), expulso da corporação policial por aceitar suborno, se refugia de criminosos. Hofmeister telefona para seu antigo superior, o inspetor Karl Lohmann (Otto Wernicke), e lhe explica freneticamente que descobriu uma grande conspiração criminal. Antes dele revelar a identidade do criminoso, as luzes se apagam, tiros são disparados e Hofmeister fica louco. Mais tarde, ele é encontrado cantando toda vez que imagina estar sendo vigiado e é internado no hospício do professor Baum (Oscar Beregi Sr.).
Também no hospício se encontra internado o Dr. Mabuse (Rudolf Klein-Rogge), mente criminosa e hipnotizador que enlouqueceu dez anos antes. Incapaz de falar, Mabuse passa seus dias freneticamente escrevendo planos detalhados de crimes que uma gangue comete após consultá-lo por detrás de uma cortina. Quando o colega de Baum, o Dr. Kramm (Theodor Loss), descobre por acaso que crimes recentes estão empregando os métodos descritos por Mabuse, ele acaba sendo assassinado pelo esquadrão de execução da gangue, formado por Hardy (Rudolf Schündler) e Bredow (Oskar Höcker). Várias pistas levam Lohmann a suspeitar que Mabuse seja o mandante dos crimes. Quando ele chega ao hospício, no entanto, Baum lhe revela que Mabuse morreu de causas naturais e lhe mostra o corpo do hipnotizador. Quando Lohmann se refere depreciativamente ao "criminoso Mabuse", Baum enfaticamente fala sobre "Mabuse, o gênio".
Baum continua a estudar os escritos de Mabuse e se consulta com o fantasma dele, que une sua silhueta à do professor. Naquela mesma noite, os membros da organização criminosa se reúnem, preparando vários crimes como assaltos a um banco, a falsificação de dinheiro, o envenenamento da água e a destruição de colheitas. Um dos membros da gangue, Thomas Kent (Gustav Diessl) está dividido entre a atividade criminosa, que exerce pelo dinheiro, e sua paixão por uma jovem chamada Lilli (Wera Liessem). Kent confessa seu passado a ela e os dois decidem informar à polícia sobre a gangue, mas são sequestrados e trancados numa estranha sala de conferência onde há uma bomba-relógio escondida. Após várias tentativas frustradas de escapar, eles inundam o local com o intuito de minimizar o impacto da explosão e, assim, fugirem quando a bomba detonar.
Enquanto isso, a polícia cerca o local onde estão vários criminosos, incluindo Hardy e Bredow. Bredow confessa que assassinou o Dr. Kramm nos arredores do hospício, mas diz desconhecer quem foi o mandante. Baum se mostra surpreso ao ver Kent e Lilli, o que aumenta as suspeitas de Lohmann. Lohmann e Kent vão ao hospício, onde descobrem que Baum é a mente criminosa por trás do grupo e que ele planejou um ataque à fábrica naquela mesma noite. Eles vão até o local, onde veem Baum assistindo à explosão de longe. Baum foge para o hospício, onde o espírito de Mabuse o conduz à cela de Hofmeister. Baum se apresenta como sendo o Dr. Mabuse, pondo um fim à loucura do detetive. Baum tenta matar Hofmeister, mas é impedido por guardas, assim que Lohmann e Kent chegam. A cena final mostra o insano Baum numa cela, rasgando os escritos de Mabuse em pedaços.

## Elenco principal
- Rudolf Klein-Rogge como Dr. Mabuse
- Otto Wernicke como Inspetor Lohmann
- Karl Meixner como Detetive Hofmeister
- Oscar Beregi Sr. como Professor Baum
- Theodor Loos como Dr. Kramm
- Gustav Diessl como Thomas Kent
- Wera Liessem como Lilli
- Rudolf Schündler como Hardy
- Oskar Höcker como Bredow
- Theo Lingen como Karetzki
- Hadrian Maria Netto como Nicolai Griforiew
- Camilla Spira como Juwelen-Anna
- Georg John como empregado de Baum

## Produção

### Desenvolvimento
Norbert Jacques escreveu a série de livros Dr. Mabuse no estilo de outras obras de suspense populares na Europa na época, tais como Nick Carter, Fantômas e Fu Manchu. Jacques expandiu as características destes livros para incluir uma crítica social à República de Weimar. Durante o ano de 1930, Jacques foi abordado por um produtor cinematográfico para desenvolver uma história para um novo filme do Dr. Mabuse com uma vilã do sexo feminino. Isto fez com que Jacques começasse a escrever um novo romance, intitulado Mabuses Kolonie. No livro, uma personagem chamada Frau Kristine obtém uma cópia do testamento de Mabuse, que traça planos para um mundo de terrorismo e de crimes, que ela vem a executar.
À época, Lang e sua esposa, Thea von Harbou, estavam desenvolvendo o filme M. Von Harbou e Lang eram amigos de Jacques desde as filmagens de Dr. Mabuse, der Spieler em 1922 e os três passavam as férias juntos. Lang pediu que Jacques lhe ajudasse com o roteiro de M e que lhe desse sugestões para um novo projeto com o Dr. Mabuse. Jacques enviou a Lang uma cópia do inacabado Mabuses Kolonie. Lang usou a ideia do testamento de Dr. Mabuse presente no livro inacabado e começou a trabalhar naquilo que se tornaria O Testamento do Dr. Mabuse.
A partir da linha proposta por Lang, Jacques assinou um contrato em julho de 1931 autorizando a utilização de seu personagem num filme escrito por von Harbou e dirigido por Lang. A película foi lançada em conjunto com o livro de Jacques. As contribuições de Jacques não são mencionadas nos créditos do filme. O Testamento do Dr. Mabuse é uma sequência de Dr. Mabuse, o Jogador e tem ligação com o filme M, que também traz o personagem do inspector Lohmann.

### Pré-produção
Muitos membros do elenco e da equipe técnica haviam trabalhado com Lang em seus filmes anteriores. Rudolf Klein-Rogge interpretou o Dr. Mabuse novamente, assim como havia feito em Dr. Mabuse, o Jogador. Klein-Rogge havia atuado em diversos filmes mudos de Lang, como A Morte Cansada (Der müde Tod), Die Nibelungen, Metrópolis e Os Espiões (Spione). Otto Wernicke mais uma vez interpretou o inspetor Lohmann, papel que havia interpretado em M. Klaus Pohl interpreta o assistente de Lohmann, Muller. Pohl havia atuado em dois filmes de Lang: A Mulher na Lua e num papel secundário em M.
O Testamento do Dr. Mabuse foi o segundo filme de Lang para a companhia Nero-Film e para o produtor Seymour Nebenzal. O filme seria a última colaboração de Lang com sua então esposa Thea von Harbou, que havia trabalhado com o diretor em todos seus filmes desde A Morte Cansada em 1921. O relacionamento de Lang com von Harbou estava acabando e os dois deram entrada no pedido de divórcio em 1933. O fotógrafo Fritz Arno Wagner voltou a trabalhar com Lang em O Testamento do Dr. Mabuse. Os dois já haviam trabalhado junto em filmes como M, Os Espiões e A Morte Cansada.

### Filmagens
Lang filmou O Testamento do Dr. Mabuse no final de 1932 e no início de 1933, desejando que seu filme fosse visto em todo o mundo. Neste filme, que traz tiroteios e explosões, Lang usou armas de verdade. Na cena inicial, que ocorre durante uma queda de energia, um dublê atirou com a arma. O fotógrafo Fritz Arno Wagner declarou ter passado a maior parte da produção num estado de pânico devido à maneira em que Lang arriscava a segurança de sua equipe. O filme foi filmado num estilo realista, à exceção das cenas onde o fantasma de Mabuse aparece. Lang admitiu em entrevistas posteriores que se pudesse refazer o filme não incluiria as cenas sobrenaturais.
Wagner filmou as cenas de explosão na fábrica em locação durante a noite. Tais cenas foram as primeiras do filme a serem filmadas, antes mesmo das cenas em estúdio. A equipe do filme teve três semanas para preparar a fábrica para a cena, removendo as árvores e trazendo outras, artificiais, que se encaixariam melhor na ideia de Lang para a cena. O explosivo foi detonado pelo próprio diretor.
Durante os primeiros anos dos filmes falados, antes da re-dublagem e das legendas, o único jeito de apresentar um filme para uma audiência estrangeira era através da gravação do mesmo com um elenco estrangeiro. Como era um processo demorado e caro, a maioria dos cineastas optavam por fazer apenas uma versão alternativa em outra língua. O produtor Seymour Nebenzal sentiu que a criação de uma versão alternativa em francês aumentaria as chances de O Testamento do Dr. Mabuse ser comercializado no exterior. O roteiro de tal versão foi adaptado por René Sti. Lang era fluente em francês e dirigiu O Testamento do Dr. Mabuse em ambas as línguas. O ator Karl Meixner interpretou Hofmeister em ambas as versões do filme, já que ele era bilíngue. Rudolf Klein-Rogge também aparece como Mabuse na versão em francês, com suas falas sendo registradas um ator fluente em francês na película do filme. A versão em francês do filme, intitulada Le Testament du Dr. Mabuse, foi editada por Lothar Wolff na França enquanto o filme ainda era produzido na Alemanha.

### Pós-produção
Para este filme, Lang comissionou um compositor pela primeira vez. Hans Erdmann criou o tema de abertura e a música que toca enquanto o Professor Baum fica louco. A trilha sonora do filme é ilusória. Assim como em M, a música e o som do filme são uma mistura sutil de silêncio real com acompanhamento musical e efeitos sonoros mais ou menos realistas. Lang trabalhou diretamente com seu editor alemão, Conrad von Molo, no processo de pós-produção. Lang era conhecido por fazer filmes muito longos e, para atender ao mercado externo, o editor Lothar Wolff foi contratado para encurtar a versão em língua francesa. Tal versão deleta partes da sub-trama romântica envolvendo os personagens de Lilli e Kent.

## Lançamento

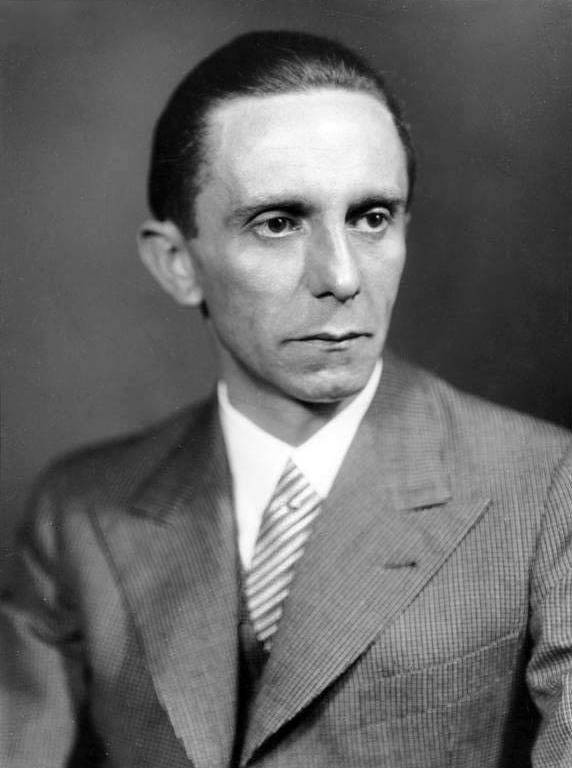
Joseph Goebbels baniu O Testamento do Dr. Mabuse, dizendo que o filme "mostrava como um grupo extremamente dedicado de pessoas são perfeitamente capazes de derrubar um governo através da violência".

O filme teve seu lançamento previsto para 24 de março de 1933 no UFA-Palast am Zoo, mesmo cinema onde Dr. Mabuse, o Jogador estreou em 1922. Adolf Hitler ascendeu ao poder no final de janeiro de 1933 e, em 14 de março, criou o Ministério da Propaganda, liderado por Joseph Goebbels. À época, Lang ainda não havia terminado de editar seu filme e só enviaria uma cópia para a censura prévia de Goebbels em 23 de março. Após uma exibição para Goebbels, ele declarou que a estreia seria adiada por motivos técnicos. Goebbels sediou uma reunião em sua casa entre ele mesmo, Lang e vários outros cineastas alemães para discutir quais tipos de filmes seriam permitidos pela censura nazista. Goebbels se referiu aos filmes de Lang como o estilo que Hitler queria para a Alemanha Nazista. Durante a década de 1940, em entrevistas, Lang disse que se encontrou com Goebbels e que este lhe pediu que criasse filmes para os nazistas; segundo o diretor, tal oferta teria feito com que ele partisse para a França na mesma noite. Entretanto, o diário de Goebbels não faz menção a tal encontro e o passaporte de Lang mostra que ele só deixou a Alemanha em junho, tendo feito repetidas viagens entre a França e a Alemanha em 1933.
O Ministério da Propaganda havia banido oficialmente O Testamento do Dr. Mabuse até 30 de março, declarando-o uma ameaça à saúde e segurança públicas. Goebbels declarou que ele não iria aceitar um filme que "mostrava como um grupo extremamente dedicado de pessoas são perfeitamente capazes de derrubar um governo através da violência". Contudo, a versão em alemão de O Testamento do Dr. Mabuse estreou em 21 de abril de 1933 em Budapeste, no então estado livre da Hungria, com uma duração de 124 minutos. A versão em língua francesa foi distribuída por toda a Europa. Uma versão legendada da versão em francês, intitulada O Último Desejo do Dr. Mabuse (em inglês:  The Last Will of Dr. Mabuse), foi lançada em 1943 nos Estados Unidos. Em 1951, a versão em alemão foi lançada numa versão de 75 minutos dublada em inglês sob o título de Os Crimes do Dr. Mabuse (em inglês:  The Crimes of Dr. Mabuse). As legendas do lançamento de 1943, assim como a dublagem de 1952, adicionaram alusões a Hitler que não faziam parte do roteiro original. O Testamento do Dr. Mabuse só seria exibido publicamente na Alemanha em 24 de agosto de 1961, com uma duração de 111 minutos. Em 1973, a versão não-editada em alemão do filme foi lançada nos Estados Unidos sob o título de O Testamento do Dr. Mabuse (em inglês:  The Testament of Dr. Mabuse) e com legendas em inglês.

### Recepção
Em 1938, Goebbels escreveu na imprensa alemã, após ver o filme, que estava "impressionado com a estupidez [da história] retratada, a vulgaridade de sua construção e a imperfeição das atuações". Apesar das declarações de Goebbels, ele apresentava O Testamento do Dr. Mabuse na íntegra para os amigos mais próximos em projeções privadas. À época do lançamento da versão em francês, o New York Times escreveu que "é uma história alucinante e horripilante, apresentada com grande poder e a beleza fotográfica extraordinária que Lang levou seus admiradores a esperar". Após a estreia da versão em alemão na Hungria, em 1933, a revista Variety escreveu que o filme "...certamente traz a influência dos filmes de mistério americanos. A história é muito prolixa e até mesmo um diretor genial como Fritz Lang não conseguiu impedir que ela fosse lenta em alguns momentos".
Bosley Crowther escreveu uma crítica negativa para o New York Times à época do lançamento do filme nos Estados Unidos em 1943, declarando que "é um bom filme antigo, bem construído e lindamente dirigido—mas um antigo gasto, no entanto". À época do relançamento, em 1973, o New York Times escreveu uma crítica positiva do filme, afirmando que ele "...produz uma torrente de imagens sensacionais que quase fazem os primeiros anos da década de 1970 parecem domesticados" e que "embora este “Mabuse” não traz a maioria dos efeitos surrealistas e das alucinações deslumbrantes que deram magia a seu antecessor, é rico nas imagens e sustos pelos quais Lang se destacou".
A recepção de críticos contemporâneos ao filme tem sido geralmente positiva. O Channel 4 deu ao filme quatro de cinco estrelas, descrevendo-o como um "drama criminal sensacional", acrescentando que "parte do diálogo é desajeitado, muito da atuação é estranha ao público moderno ... A sequência final envolvendo a destruição de uma grande fábrica de produtos químicos e uma perseguição de carros ... é um dos triunfos do cinema primitivo". O TV Guide deu ao filme cinco de cinco estrelas, denominando-o "uma sequência assustadora, cheia de suspense". O crítico Leonard Maltin deu ao filme três estrelas e meia de um total de quatro, comparando-o a Dr. Mabuse, o Jogador, dizendo ser "menos estilizado, mas não menos interessante". O site Allmovie deu ao filme quatro de cinco estrelas, afirmando que ao "misturar vários gêneros, incluindo drama policial, mistério e horror, Lang criou um raro filme híbrido, cheio de personagens e imagens marcantes".

## Legado
Após o lançamento do filme, o produtor Seymour Nebenzal usou as cenas da perseguição de carro de O Testamento do Dr. Mabuse em sua produção Le Roi des Champs-Élysées, lançada em 1934 e estrelada por Buster Keaton. O produtor Artur Brauner citou os filmes da série Dr. Mabuse como a razão pela qual entrou na indústria cinematográfica, dizendo ser os filmes mais emocionantes que já havia visto. Brauner mais tarde comprou os direitos do personagem e contratou Lang para dirigir uma sequência intitulada Os Mil Olhos do Dr. Mabuse. O filme foi lançado em 1960 e foi o último de Lang enquanto diretor. Em 1962 foi lançada uma refilmagem de O Testamento de Dr. Mabuse, realizada pelo diretor Werner Klingler.
Brauner produziu vários outros filmes sobre o personagem após o lançamento de Os Mil Olhos do Dr. Mabuse. O diretor Claude Chabrol identificou O Testamento do Dr. Mabuse como sua principal fonte de inspiração para se tornar um cineasta. Chabrol realizou seu próprio filme inspirado pelo personagem, intitulado Dr. M e lançado em 1990.